# The Texas-Jerusalem Crossroads
The Texas-Jerusalem Crossroads er debut studiealbummet af det amerikanske indierock band Lift to Experience. Albummet blev udgivet som et dobbeltalbum gennem det britiske pladeselskab Bella Union den 26. juni 2001.
Albummet er et konceptalbum, som omhandler Jesu genkomst og dommedag, hvor at det hellige land er i Texas i stedet for Mellemøsten. Albummet modtog meget begrænset anerkendelse ved sin udgivelse, som især var fordi at det ikke blev udgivet i USA. Det har dog siden fået kultstatus blandt en online fanbase, som ledte det til at blive genudgivet i 2017.

## Spor
| 1. | "Just as Was Told"      | 6:43 |
| 2. | "Down Came the Angels"  | 5:40 |
| 3. | "Falling from Cloud 9"" | 4:33 |
| 4. | "With Crippled Wings"   | 9:58 |
| 5. | "Waiting to Hit"        | 5:20 |
| 6. | "The Ground So Soft"    | 7:06 |

| 1. | "These Are the Days" | 8:41  |
| 2. | "When We Shall Touch" | 4:20  |
| 3. | "Down with the Prophets" | 6:41  |
| 4. | "To Guard and to Guide You" | 5:24  |
| 5. | "Into the Storm" | 10:14 |
| 6. | "The Hidden Song" (Hemmelig sang som er gemt under sangen "Into the Storm". Spilles efter en stilhed på 14:06 efter "Into the Storm" slutter.) | 4:45  |

## Musikere
- Josh T. Pearson – guitar, sang
- Josh Browning – basguitar
- Andy Young – trommer
- Scott Danbom – violin